# Гордеев, Фёдор Гордеевич
Фёдор Горде́евич Горде́ев, Гардеев (1744 или 1746, Царское Село — 23 января [4 февраля] 1810, Санкт-Петербург) — русский скульптор, один из первых крупных представителей классицистической школы, мастер монументально-декоративной и мемориальной пластики. Академик (с 1776; ассоциированный член — «назначенный» с 1769) и профессор (с 1782), ректор скульптурного отделения (с 1802) Императорской Академии художеств.

## Биография
Родился в семье дворцового скотника. Художественное образование получил в петербургской Академии художеств (1759—1767). Ученик Николя-Франсуа Жилле. Получал награды Академии художеств: малая серебряная (1763), малая золотая (1767) и аттестат 1-й степени со шпагой на звание художника.
Был отправлен пенсионером Академии для продолжения образования (1767) в Париже у Жана-Батиста Лемуана и в Риме (1767—1772). Получил звание «назначенного в академики» (1769) за скульптурную группу «Прометей». Получил звание академика ИАХ (1776) за барельеф «Меркурий, отдающий Венере новорожденного Бахуса». Адъюнкт-профессор и помощник директора Академии художеств Андрея Закревского (1779—1782). Член Совета Академии художеств (с 1780). Звание профессора (1782). Адъюнкт-ректор (1794). Избран директором на 4 месяца (1795). Ректор Академии художеств (1802).
Раннее творчество Гордеева («Прометей» (гипс, 1769, Третьяковская галерея; бронза — Русский музей, Санкт-Петербург) отмечено склонностью к драматичности композиций, следованию стилю барокко и выраженной экспрессией в технике. В поздних работах прослеживается поворот к классицизму, им свойственны простота, сдержанность и определённость.
Создал рельефы для фасадов и интерьеров Останкинского дворца в Москве, 1794—1798; для фасадов Казанского собора в Петербурге, 1804—07; мраморные надгробия (Н. М. Голицыной, 1780, Д. М. Голицына, 1799, — оба в Музее архитектуры им. А. В. Щусева, Москва; А. М. Голицына, 1788, Музей городской скульптуры, Санкт-Петербург). Эти работы отличают тонкая пластическая разработка, мягкие переходы светотени и торжественная грация.
Под руководством Гордеева были отлиты бронзовые статуи для фонтанов Петергофа, а также установлены памятники Петру I работы Э. М. Фальконе и А. В. Суворову работы М. И. Козловского в Петербурге.
Был похоронен на Смоленском православном кладбище; могила пострадала во время наводнения 1824 года и была восстановлена с надгробием в виде рустованной известняковой колонны, утрачена после революции 1917 года.

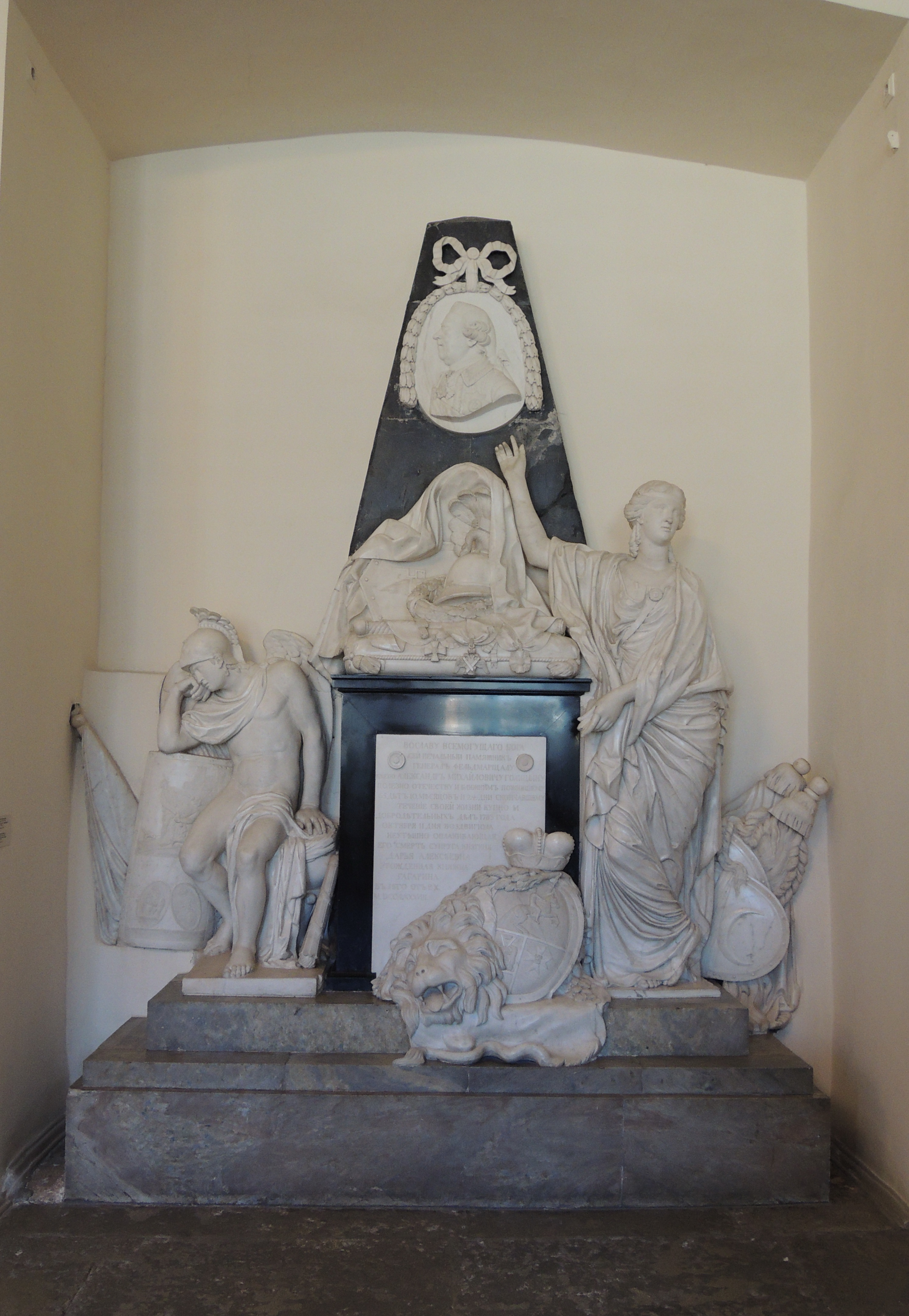
Надгробие Александра Голицына по проекту Гордеева
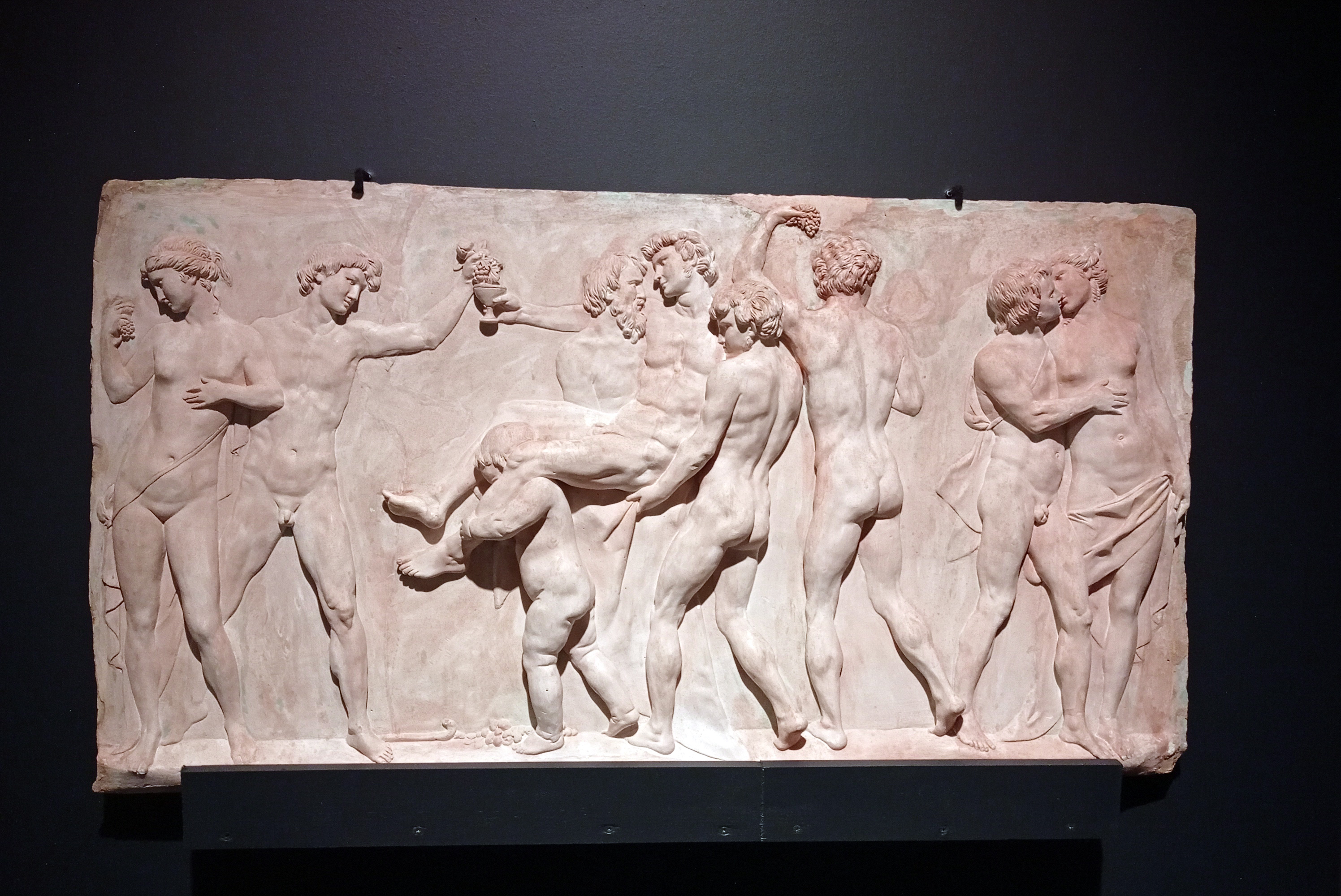
Изнеможденный Амур. 1794. Останкино
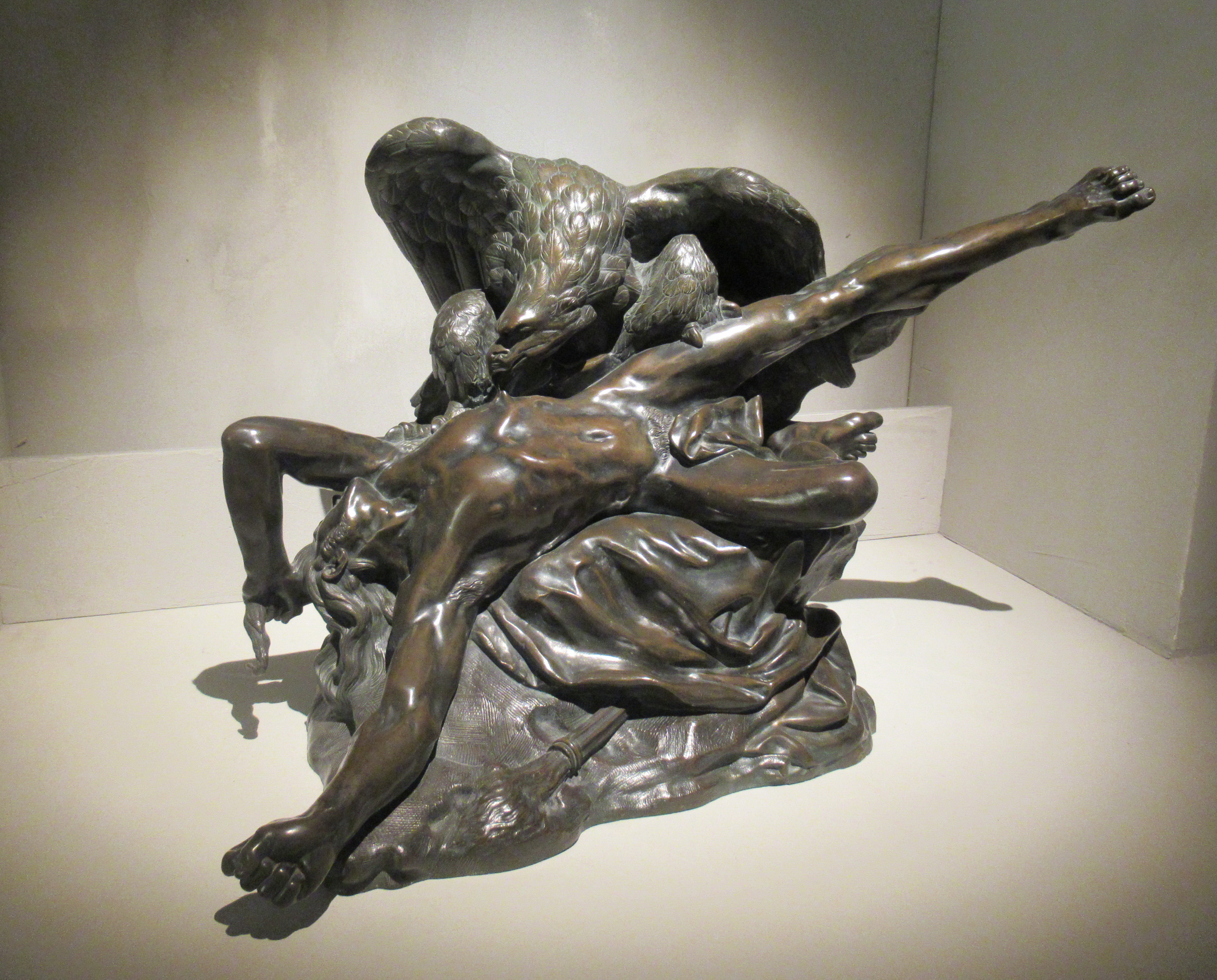
Прометей. 1769